# Luz María
Luz Maria – peruwiańska telenowela składająca się ze 176 odcinków, oparta na powieści Delii Fiallo Luz María. Główna para serialu to majętny Gustavo (Christian Meier) i biedna dziewczyna ze wsi, Luz María (Angie Cepeda).
Luz Maria to remake argentyńskiej telenoweli Stellina z 1987 roku (emitowanej na Polonia 1), w której w głównych rolach wystąpili Andrea Del Boca i Ricardo Darin.

## Obsada
- Angie Cepeda jako Luz María "Lucecita" Camejo
- Christian Meier jako Gustavo Gonzálvez
- Rosalinda Serfaty jako Angelina Mendoza y Rivero de Gonzálvez
- Mariela Alcála jako Mirta Valdéz
- Teddy Guzmán jako Modesta de Cosío
- Jjakoús Delaveaux jako Miguel Mendoza y Rivero
- Sonia Oquendo jako Graciela de Mendoza y Rivero
- Antonio Dulzaidjako jako Alvaro Revoredo
- Orlando Fundichelly jako Sergio Cosío
- Martin Farfan jako Amador Espósito
- Zonaly Ruíz jako Fefa Espósito
- Elide Brero jako María Santander de Mendoza y Rivero
- Julio Marcone jako Vicente León
- Tatiana Jakopinoza jako Caruca
- Javier Echevarria jako Jose Julián Aldama
- Rossana F. Maldonado jako Lily Aldama
- Vanjakosa Saba jako Katy
- Yvonne Frayssinet jako Cristina de Aldama
- Jose E. Mavila jako Dr.Alejandro Aldama
- Katty Serrano jako Laura

## Wersja polska
W Polsce w latach 90. telenowela cieszyła się ogromną popularnością. W Polsce serial był emitowany po raz pierwszy od 1 grudnia 1999 do 4 sierpnia 2000, następnie od 7 października 2002 do 23 czerwca 2003 w telewizji Polsat. W ramówce Polsatu telenowelę zastąpił serial Fiorella z uwagi na pojawienie się w obu produkcjach tej samej aktorki występującej w roli głównej – Angie Cepeda. Opracowaniem wersji polskiej zajęło się studio Start International Polska. Autorką tekstu była Barbara Włodarek. Lektorem serialu był Jerzy Rosołowski.

## Fabuła
Gustavo Gonzalvez przypadkiem przejeżdża konno koło małej górskiej rzeczki, gdzie widzi kąpiącą się dziewczynę - Luz Marię. Spotkanie trwa krótko, jednak oboje zakochują się w sobie od pierwszego wejrzenia.
Niedługo później Lucecicie umiera matka i dziewczyna, nie mając gdzie się podziać najmuje się na służbę do domu Mendozów, gdzie mieszka również Gustavo, żonaty z panienką Angeliną Mendoza. Gustavo naprawdę nie kocha Angeliny. Trwa przy niej jedynie z litości, gdyż dziewczyna porusza się na wózku inwalidzkim. Tak naprawdę jednak Angelina może chodzić, a wózek jest sprytnym pomysłem na utrzymanie męża przy sobie.
Teraz, kiedy Lucecita i Gustavo są blisko siebie, uczucie między nimi zaczyna się rozwijać. Powoduje to zdecydowaną antypatię wobec dziewczyny ze strony niektórych mieszkańców domu - Angeliny, a także jej matki, wyniosłej i władczej Gracieli. Jednak wśród służby Lucecita znajduje wielu oddanych przyjaciół. Ponadto podkochuje się w niej Sergio, syn Modesty, jednej z jej koleżanek z pracy.
Wkrótce na jaw wychodzi szokujący fakt - pan domu, Miguel Mendoza okazuje się ojcem Luz Marii. Od tej pory dziewczyna siłą rzeczy traktowana jest jak członkini rodziny, a nie jak zwykła służąca, o co oczywiście wściekają się Angelina i Graciela.
Wydaje się zatem, że Angelina i Lucecita są siostrami, jednak szybko okaże się, że dla kontrastu Angelina nie jest córką Miguela. Jej prawdziwym ojcem jest don Alvaro, prawnik, przyjaciel rodziny. Jednak Graciela w przeszłości ukryła ten fakt, nie chcąc narażać się na odrzucenie ze strony Miguela oraz w nadziei na zapewnienie lepszego bytu sobie i córce. Kiedy Miguel dowiaduje się prawdy, postanawia wyrzucić Gracielę z domu.
Tymczasem Gustavo na dobre wiąże się już z Lucecitą, która na dodatek jest z nim w ciąży. Postanawia zatem rozwieść się z Angeliną, która jednak nie przyjmuje tego spokojnie. Postanawia zabić Luz Marię. Podczas szamotaniny między kobietami, Angelina spada ze schodów, skutkiem czego łamie sobie kręgosłup i tym razem naprawdę jest zmuszona korzystać z wózka inwalidzkiego. Miguel dręczony chorobą umiera po ślubie Lucecity i Gustava, przed śmiercią przepisuje w testamencie cały majątek na Lucecitę.
Angelina nie ustępuje i w napadzie wściekłości postanawia zabić siebie i męża. Podczas wspólnej przejażdżki do portu z którego ma wyjechać z Gracielą i Alvarem, gwałtownie popędza konie, skutkiem czego powóz wpada w przepaść. Angelina ginie na miejscu, jednak Gustavo cudem uchodzi z życiem. Okazuje się, że mężczyzna stracił pamięć.
Okazuje się, że w szpitalu, do którego trafia Gustavo zatrudniona jest obecnie Mirta, była pielęgniarka w domu Mendozów. Wychodzi na jaw, że kobieta jest zakochana w Gustavie. Do tej pory była ona postacią raczej epizodyczną, jednak teraz staje się głównym czarnym charakterem serialu. Porywa ze szpitala półprzytomnego Gustava oraz jego córeczkę, którą zdążyła już urodzić Lucecita. Mirta wmawia choremu, że po stracie Angeliny nie ma on już nikogo bliskiego na świecie, dlatego lepiej będzie jak wyjedzie z nią daleko by powrócić do zdrowia.
Zrozpaczonej Lucecicie mimo usilnych starań nie udaje się odnaleźć Gustava. Nie chce korzystać ze spadku ojca ponieważ pragnie pracować ponieważ nie jest przyzwyczajona do luksusu oraz praca pomoże jej złagodzić cierpienie. Zatrudniają się tymczasem wraz z Modestą w domu miejskiego doktora, Alejandra Aldamy. Przez kolejnych kilkanaście odcinków poznajemy perypetie rodziny Aldamów. Doktor Alejandro walczy z poważnym uzależnieniem od alkoholu, a poza tym nie układają się relacje z żoną, Cristiną. Z drugiej strony zakochuje się w nim daleka krewna goszcząca w ich domu, Laura. Pragnie ona zdobyć dla siebie Alejandra i stać się nową panią Aldama. W domu przebywa także młoda córka Laury, Katie, darząca uczuciem syna Alejandra i Cristiny, niewidomego Jose Juliana. Ten z kolei od razu zakochuje się w Luz Marii, która swoją troskliwą opieką i dobrocią z czasem przemienia go w lepszego człowieka.
Wątek Aldamów kończy się dobrze - małżeństwo Cristiny i Alejandra zostaje uratowane, Laura wyjeżdża, a Jose Julian odzyskuje wzrok i żeni się z Katie, która uwolniona od wpływu matki staje się lepszą osobą. Wszyscy są dozgonnie wdzięczni Lucecicie, która jednak odchodzi z ich domu by dalej szukać Gustava.
Wreszcie, po pięciu długich latach, Lucecita wraz z towarzyszącą jej ciągle wierną przyjaciółką Modestą, znajdują dom Mirty i Gustava, którzy zdążyli już praktycznie stworzyć parę. Mała Maria Rosa zdążyła już podrosnąć i obecnie opiekowała się nią mało sympatyczna niańka, Ofelia, koleżanka Mirty. Lucecita chce rzecz jasna od razu zabrać z powrotem ukochanego i córkę i powiedzieć im całą prawdę, jednak Mirta mówi jej, że taka nagła wiadomość wywołałaby śmiertelny szok u Gustava. Lucecita postanawia zatem zatrudnić się w domu Mirty i Gustava jako służąca.
Gustavo nie poznaje ukochanej, jednak zakochuje się w niej od nowa. Z czasem uczucie to staje się coraz głębsze. Mirta, widząc to, posługuje się fałszywym świadectwem doktora Julio Quirogi, prywatnie własnego kuzyna, mówiącym, że jest ona ciężko chora na serce. Postawiony w takiej sytuacji Gustavo boi się ją odrzucić.
Wreszcie jednak wszystko zostaje wyjaśnione - Julio Quiroga zostaje zdemaskowany, Gustavo dowiaduje się, że Mirta nie jest tak naprawdę chora a dr Gutierrez opowiada mu całą prawdę o jego przerwanym związku z Lucecitą i niecnych czynach Mirty. Zła pielęgniarka trafia do więzienia, a Luz Maria i Gustavo zostają razem wraz ze swoją córką.

## Literatura
- Delia Fiallo, Luz María, tłumaczenie Marianna Paszkiewicz i Aleksandra Jankowska, Wydawnictwo Amber, 2000[3][4].